# Anja Karliczek
Anja Maria-Antonia Karliczek (geborene Kerssen; * 29. April 1971 in Ibbenbüren) ist eine deutsche CDU-Politikerin. Vom 14. März 2018 bis zum 8. Dezember 2021 war sie Bundesministerin für Bildung und Forschung (BMBF) im Kabinett Merkel IV. Bei den Bundestagswahlen 2013, 2017, 2021 und 2025 errang Karliczek im Wahlkreis Steinfurt III das Direktmandat.

## Leben
Anja Karliczek wuchs mit zwei Brüdern in Brochterbeck auf, wo ihre Familie seit 1902 ein Hotel betreibt.
Nach dem Abitur 1990 absolvierte sie in Osnabrück eine zweijährige Ausbildung zur Bankkauffrau und wurde dort als Angestellte übernommen. Ab 1993 folgte eine Ausbildung zur Hotelfachfrau mit anschließendem Erwerb der Ausbildereignung im familieneigenen Hotelbetrieb. Ab 1994 war sie als leitende Angestellte in dem von ihren Brüdern geführten Hotel tätig.
Karliczek ist seit 1995 mit dem Piloten Lothar Karliczek verheiratet. Das Ehepaar hat drei Kinder und wohnt im Tecklenburger Ortsteil Brochterbeck. Karliczek ist römisch-katholisch.
Ab 2003 absolvierte Karliczek ein berufsbegleitendes Studium der Betriebswirtschaftslehre an der Fernuniversität in Hagen, das sie 2008 als Diplom-Kauffrau abschloss.

## Politik

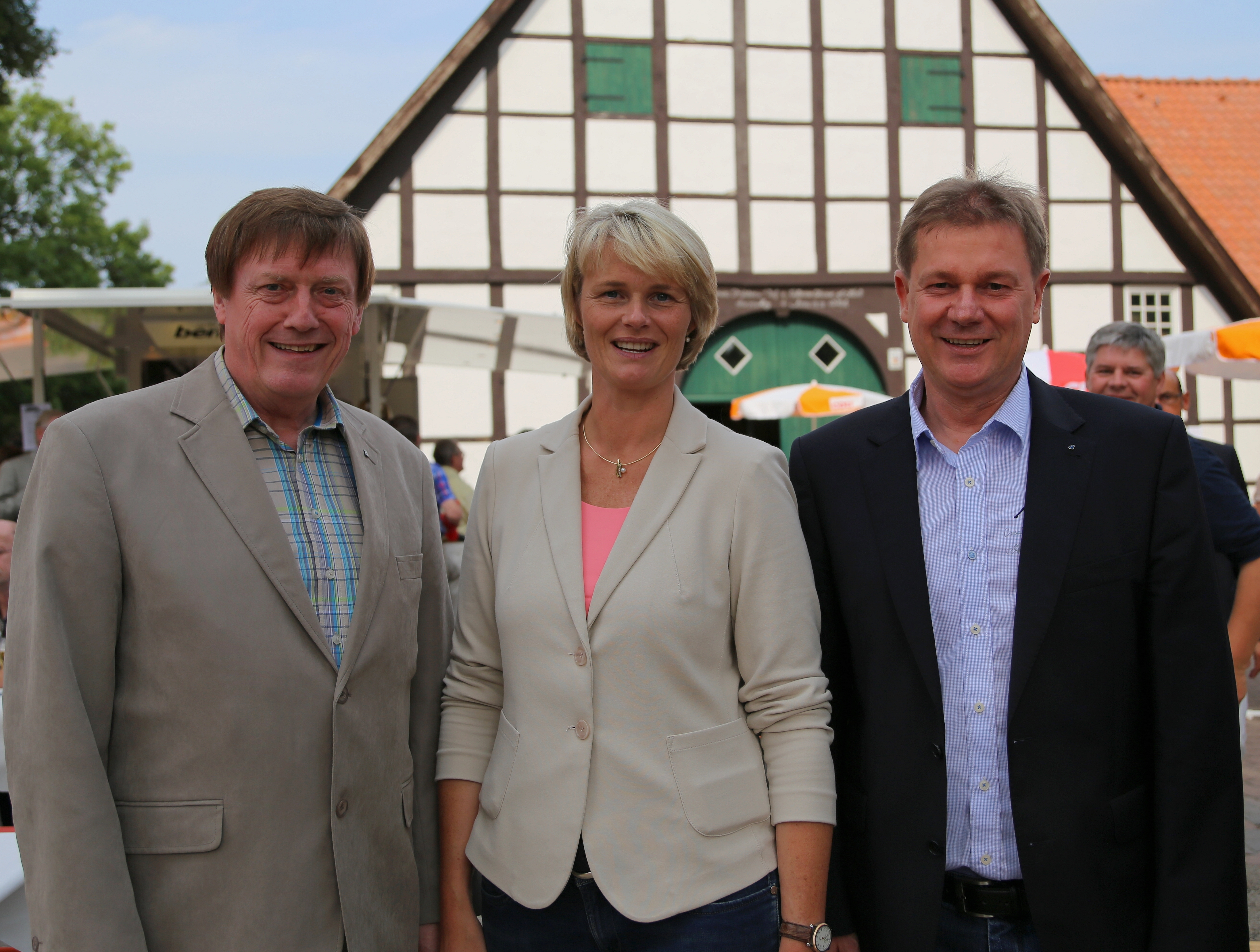
Anja Karliczek mit MdL Wilfried Grunendahl (links) und MdEP Markus Pieper während ihres Bundestagswahlkampfs 2013 bei einer CDU-Veranstaltung des Ortsverbands Mettingen.

### Lokalpolitik und Ehrenämter
Anja Karliczek trat 1998 über die Junge Union in die CDU ein. Seit 2004 gehörte sie dem Rat der Stadt Tecklenburg an. In ihrer ersten Wahlperiode hatte sie dort den Vorsitz des Ausschusses für Familie, Senioren und Soziales inne. Überörtlich stand sie von 2004 bis 2010 der Verbandsversammlung des Volkshochschul-Zweckverbandes Lengerich vor. Nach ihrer Wiederwahl 2009 war sie zunächst stellvertretende Vorsitzende der CDU-Ratsfraktion, bevor sie 2011 zur Fraktionsvorsitzenden gewählt wurde. Diese Funktion hatte sie bis zur Niederlegung ihres Amtes Ende 2014 inne. Seit Anfang 2011 ist sie in der Nachfolge Wilfried Grunendahls Vorsitzende des CDU-Stadtverbands Tecklenburg.
Auf dem CDU-Bundesparteitag am 22. Januar 2022 kandidierte sie auf Vorschlag des nordrhein-westfälischen Landesverbandes für den Bundesvorstand der Partei, erhielt jedoch lediglich 42,98 Prozent der Stimmen und wurde damit nicht gewählt.

### Deutscher Bundestag
Bei der Kandidatur für die Bundestagswahl 2013 im Wahlkreis Steinfurt III setzte sich Anja Karliczek Ende 2012 innerhalb der CDU gegen zwei andere Kandidatinnen durch. Im Wahlkampf legte sie ihre Schwerpunkte auf Wirtschafts- und Mittelstands- sowie Familienpolitik und sprach sich für eine bessere Vereinbarkeit von Familie und Beruf sowie die Mütterrente aus. Bei der Bundestagswahl 2013 erhielt Karliczek 47,9 Prozent der Erststimmen und gewann das Direktmandat.
Im Januar 2017 wurde Anja Karliczek zur Parlamentarischen Geschäftsführerin gewählt und trat damit die Nachfolge von Michaela Noll an, die zur Vizepräsidentin des Deutschen Bundestages gewählt worden war.
Zur Bundestagswahl 2017 trat Karliczek erneut für die CDU in ihrem Wahlkreis an und gewann das Direktmandat mit 44,77 % der Erststimmen.
Mit einem Ergebnis von 34,0 % der Erststimmen gewann sie auch bei der Bundestagswahl 2021 ihren Wahlkreis.

### Bundesministerin und Kritik
Im März 2018 wurde Anja Karliczek zur Bundesministerin für Bildung und Forschung im Kabinett Merkel IV ernannt. Der Spiegel und andere Medien vermuten, dass sie das Amt bekommen habe, „weil sie eine Frau und katholisch ist – und aus Nordrhein-Westfalen kommt“. Ihrer eigenen Fachfremdheit – Karliczek hatte sich bis dahin vorwiegend mit finanzpolitischen Fragen beschäftigt – wolle sie nach eigener Aussage damit begegnen, „die richtigen Fragen zu stellen“.
Im Juni 2018 wurde Karliczeks Äußerung in einem Interview mit der Zeitschrift Spektrum der Wissenschaft kritisiert, sie habe einen Artikel „Was ist ein Algorithmus?“ in der Zeitungsbeilage Prisma als „hilfreich“ empfunden, denn „viele Forscher und Akademiker gebrauchen ständig Begrifflichkeiten, von denen sie sich nicht vorstellen können, dass sie für andere eben nicht Alltag sind. Und die anderen trauen sich oft schon gar nicht mehr zu fragen.“ Dies wurde bisweilen so aufgefasst, als habe sie selbst erst durch Lektüre des Artikels verstanden, was Algorithmen seien.
Für Kontroversen sorgte Karliczek im November 2018 mit mehreren umstrittenen Äußerungen. So kritisierte sie in einem Interview mit dem Sender n-tv die Art, wie der Beschluss zur Einführung der gleichgeschlechtlichen Ehe in Deutschland herbeigeführt wurde, und erklärte den Bedarf an einer Langzeitstudie zur Entwicklung von Kindern in homosexuellen Partnerschaften. Es sei eine „spannende Forschungsfrage“, dieses Thema „wirklich langfristig zu erörtern“. Diese Forderung führte zu heftiger Kritik, da diese Studien bereits lange in umfangreichem Maße vorlägen.
Zum Ausbau des Mobilfunkstandards 5G sagte Karliczek der FAZ, dass 5G „nicht an jeder Milchkanne notwendig“ sei, und erklärte: „Wir brauchen jetzt erst einmal eine Grundausstattung 4G.“ Dafür wurde sie unter anderem vom Deutschen Bauernverband, von Bundeslandwirtschaftsministerin Julia Klöckner und der späteren CDU-Vorsitzenden Annegret Kramp-Karrenbauer sowie Digital-Staatsministerin Dorothee Bär (CSU) kritisiert.
Die Hochschulrektorenkonferenz (HRK) kritisierte die Pläne Karliczeks, neue Bezeichnungen für Berufsabschlüsse mit den Titeln „Berufsspezialist“, „Berufsbachelor“ und „Berufsmaster“ einzuführen. Es bestehe die Gefahr, dass „diese Bezeichnungen mit Hochschulabschlüssen verwechselt“ würden, so der HRK-Präsident Peter-André Alt. Abschlussbezeichnungen müssten „transparent und eindeutig“ sein und dürften „nicht zu Verwechslungen führen“.
Im Februar 2019 entgegnete sie in einem Interview mit dem Spiegel auf den Hinweis, dass die geplante Erhöhung der Wohngeldpauschale von 250 auf 325 Euro beim BAföG in Städten wie Hamburg, Köln oder München trotzdem kaum für ein Zimmer reichen wird: „Man muss ja nicht in die teuersten Städte gehen.“
Karliczek äußerte, jeder technologische Fortschritt habe sich hinter dem christlichen Menschenbild einzureihen.
Im Juni 2019 entschied das von ihr geführte Bundesministerium, ein Forschungszentrum für Batterieentwicklung in Münster mit 500 Millionen Euro zu fördern. Karliczek wurde vorgeworfen, Münster ausgewählt zu haben, da sich die Stadt in unmittelbarer Nähe zu ihrem Wahlkreis Ibbenbüren befindet. Der Bundesrechnungshof kritisiert, dass im „Laufe des Verfahrens […] dem Land Nordrhein-Westfalen mehrfach wesentliche Informationen bereitgestellt worden [seien], die den weiteren Bewerbern erst sehr viel später zur Verfügung gestellt worden sind.“
Während der Corona-Pandemie 2020 wurde Karliczek dafür kritisiert, dass sie sich gegen eine Bafög-Öffnung für Studenten aussprach, deren Nebenjobs wegen der Pandemie wegfielen. In einem Brief an die Kultusministerkonferenz begründete sie ihre Ablehnung damit, dass das dafür notwendige parlamentarische Gesetzgebungsverfahren zu lange dauere. Diese Zeit habe man nicht. Grünen-Politiker Kai Gehring kommentierte: „Karliczek will Studierende sehenden Auges in die Pleite schicken, die coronabedingt finanziell am Ende sind.“
Im Herbst 2020 urteilte der Bundesrechnungshof, Milliarden an Steuergeldern seien unter anderem an Hochschulen zweckwidrig verwendet worden. Außerdem habe das BMBF unter Karliczek versäumt, im Hochschulpakt Haftung und Rückzahlungsverpflichtungen zu regeln. Auch der Hochschulpakt-Nachfolger, der Zukunftsvertrag Studium und Lehre stärken, beinhaltet laut Antwort des BMBF auf eine Kleine Anfrage keine solchen Regelungen. Dafür wurde Karliczek kritisiert.
Im Mai 2021 wurde Karliczek bei einem Gespräch mit Studierenden im Rahmen der Reihe „Karliczek trifft…“ des BMBF von diesen für ihren Umgang mit Hochschulen während der Pandemie kritisiert. Die beteiligten Studenten warfen der Ministerin unter anderem vor, die Situation an den Hochschulen im Land bewusst zu ignorieren und die Bedürfnisse der Studierenden nicht ernst zu nehmen. Karliczek gab an, man habe sie von Seiten der Hochschulen aus in dem Glauben gelassen, die digitale Lehre verlaufe reibungslos.
Im Juni 2021 kritisierten Tausende Hochschulbeschäftigte unter dem Twitter-Hashtag #IchbinHanna und in Zeitungskommentaren und Interviews die Arbeitsbedingungen an deutschen Universitäten, insbesondere das Wissenschaftszeitvertragsgesetz und die hohe Befristungsquote. Die Kritik adressierte Karliczek und das BMBF, da dieses auf seiner Webseite ein Erklärvideo veröffentlicht hatte, das anhand der fiktiven Biologin Hanna die mit dem Gesetz verknüpften Arbeitsbedingungen wissenschaftlicher Beschäftigter erläuterte. Insbesondere die Aussage, unbefristet Angestellte drohten das System Universität zu „verstopfen“, wurde zum Gegenstand der Kritik. Der Staatssekretär Wolf-Dieter Lukas erläuterte daraufhin die Position des BMBF. In einer von der Fraktion Die Linke verlangten Aussprache im Bundestag zum Thema Arbeitsbedingungen in der Wissenschaft kritisierten die Sprecher der Linken, SPD, Grünen und FDP prekäre Arbeitsbedingungen an Universitäten und die Politik des BMBF. Nicole Gohlke (Die Linke) kritisierte die „miserablen Bedingungen“ für nicht-professorale wissenschaftliche Beschäftigte, deren Befristungen als innovationsfördernd „schöngeredet“ würden. Karliczeks Aussage, das Wissenschaftszeitvertragsgesetz könne nicht zur ursprünglich vorgesehenen Frist evaluiert werden, da wegen der Corona-Pandemie „in den Hochschulen überhaupt gar nichts im Moment stattfindet“, sorgte für weitere Kritik zahlreicher Kommentatoren, die dies als Herabwürdigung der Arbeit von wissenschaftlichen Beschäftigten unter Bedingungen der Pandemie bezeichneten.

## Ehrenamtliches Engagement
Neben der Lokalpolitik engagierte sich Karliczek in der bis 2005 selbstständigen katholischen Brochterbecker Pfarrgemeinde St. Peter und Paul unter anderem in der Firmkatechese sowie am Ibbenbürener Goethe-Gymnasium als Klassenpflegschaftsvorsitzende.
Am 22. Oktober 2023 wurde sie von der Bundesdelegiertenversammlung zur Präsidentin des Katholischen Deutschen Frauenbunds (KDFB) gewählt.
Sie ist Mitglied im Zentralkomitee der deutschen Katholiken.

## Mitgliedschaften
- Stadtverbandvorsitzende der CDU Tecklenburg
- Mitglied im Rat der Stadt Tecklenburg
- Karliczek ist Mitglied im Kuratorium der Deutschen Telekom-Stiftung[44]
- Bis März 2022 war sie Mitglied der VolkswagenStiftung[45]
- Sie ist Mitglied im Kuratorium der Josef + Irmgard Beermann Stiftung[46]